# Grzegorz Mielcarski
Grzegorz Mielcarski (ur. 19 marca 1971 w Chełmnie) – polski piłkarz, który występował na pozycji napastnika oraz trener, reprezentant Polski, wicemistrz olimpijski z 1992.

## Kariera piłkarska
Swoją karierę rozpoczynał w sezonie 1986/87 od występów w Orle Chełmno. Następnie przeniósł się do Polonii Bydgoszcz. Stamtąd przeszedł do występującej w I lidze Olimpii Poznań, w której zadebiutował 19 listopada 1989 w meczu ze Śląskiem Wrocław (1:1). W Olimpii Mielcarski grał przez 3,5 roku (zajmował z klubem kolejno 5, 8, 14. miejsce w lidze), a następnie przeszedł do szwajcarskiego zespołu Servette FC. Zagrał tam w 6 meczach i strzelił 1 bramkę, a Servette zajęło 3. miejsce w lidze.
Po pół roku napastnik wrócił do Polski, do Górnika Zabrze. Zagrał tam w 23 meczach i strzelił 8 bramek (3. miejsce w lidze), a następnie wrócił na krótko do Olimpii Poznań. Kolejnym klubem Mielcarskiego był Widzew Łódź, w którego barwach zadebiutował 5 listopada 1994 w meczu z Rakowem Częstochowa (2:2). Pierwszą bramkę dla Widzewa strzelił 4 marca 1995 w meczu z Wartą Poznań (2:0). 11 czerwca uzyskał hat-tricka w spotkaniu z Hutnikiem Kraków (4:0). Mielcarski w łódzkim klubie zagrał w 17 meczach i strzelił 7 bramek, zajął z nim 2. miejsce w lidze.
Dobre występy Mielcarskiego zainteresowały portugalskie FC Porto, dokąd został ściągnięty w kolejnym sezonie. Łącznie przez 4 lata zawodnik zagrał tam w 41 meczach ligowych i strzelił 8 bramek. Czterokrotnie zdobywał mistrzostwo Portugalii, a raz krajowy puchar.
Na sezon 1999/00 przeniósł się do hiszpańskiego klubu UD Salamanca, z którą zajął 4. miejsce w Segunda División. Rok później wrócił do Polski, tym razem do Pogoni Szczecin. Zadebiutował w niej 29 lipca 2000 w meczu ze Śląskiem Wrocław (2:0). Pierwszą bramkę dla Pogoni strzelił 12 sierpnia w meczu z Orlenem Płock (3:2). Mielcarski zajął z Pogonią 2. miejsce w I lidze.
Przed kolejnym sezonem zawodnik przeszedł do greckiego AEK Ateny, w którym zagrał tylko w 2 meczach, strzelając 2 bramki. Na koniec kariery wrócił do ojczyzny, do Amiki Wronki. W jej barwach zadebiutował 14 marca 2003 w meczu z Legią Warszawa (3:4). Pierwszą bramkę dla zespołu z Wronek zdobył 19 marca z Polonią Warszawa (1:3). Swój ostatni mecz ligowy Mielcarski rozegrał 23 listopada 2003 z Górnikiem Łęczna (3:2).
25 sierpnia 2010 Mielcarski wystąpił w meczu I rundy Pucharu Polski na szczeblu okręgu mazowieckiego, w którym zespół Canal+Sport złożony z dziennikarzy i ekspertów stacji przegrał z Kosą Konstancin 1:3.
| Sezon       | Klub              | Kraj       | Rozgrywki        | Mecze | Bramki |
| ----------- | ----------------- | ---------- | ---------------- | ----- | ------ |
| 1986/87     | Orzeł Chełmno     | Polska     |                  | –     | –      |
| 1987/88     | Polonia Bydgoszcz | Polska     | III liga         | –     | –      |
| 1988/89     | Polonia Bydgoszcz | Polska     | III liga         | –     | –      |
| 1989/90     | Olimpia Poznań    | Polska     | I liga           | 17    | 0      |
| 1990/91     | Olimpia Poznań    | Polska     | I liga           | 29    | 14     |
| 1991/92     | Olimpia Poznań    | Polska     | I liga           | 31    | 9      |
| 1992/93 (j) | Olimpia Poznań    | Polska     | I liga           | 11    | 5      |
| 1992/93 (w) | Servette FC       | Szwajcaria | Liga Nationale A | 6     | 1      |
| 1993/94     | Górnik Zabrze     | Polska     | I liga           | 23    | 8      |
| 1994/95 (j) | Olimpia Poznań    | Polska     | I liga           | 11    | 4      |
| 1994/95     | Widzew Łódź       | Polska     | I liga           | 17    | 7      |
| 1995/96     | FC Porto          | Portugalia | Primeira Divisão | 5     | 2      |
| 1996/97     | FC Porto          | Portugalia | Primeira Divisão | 12    | 1      |
| 1997/98     | FC Porto          | Portugalia | Primeira Divisão | 12    | 3      |
| 1998/99     | FC Porto          | Portugalia | Primeira Divisão | 12    | 2      |
| 1999/00     | UD Salamanca      | Hiszpania  | Segunda División | 19    | 2      |
| 2000/01     | Pogoń Szczecin    | Polska     | I liga           | 20    | 9      |
| 2001/02 (j) | AEK Ateny         | Grecja     | Alpha Ethniki    | 2     | 2      |
| 2002/03 (w) | Amica Wronki      | Polska     | I liga           | 8     | 2      |
| 2003/04 (j) | Amica Wronki      | Polska     | I liga           | 1     | 0      |
| 2010/11 (j) | Canal+Sport       | Polska     |                  |       |        |

## Kariera reprezentacyjna
W reprezentacji Polski Mielcarski zagrał w 10 meczach i strzelił 1 bramkę. Zdobył z nią wicemistrzostwo olimpijskie w Barcelonie w 1992.

### Mecze w reprezentacji Polski
| lp. | Data              | Miejsce      | Przeciwnik | Rezultat | Rozgrywki       | Grał   | Uwagi        |
| --- | ----------------- | ------------ | ---------- | -------- | --------------- | ------ | ------------ |
| 1.  | 21 sierpnia 1991  | Gdynia       | Szwecja    | 2-0      | towarzyski      | do 57' |              |
| 2.  | 18 listopada 1992 | Iława        | Łotwa      | 1-0      | towarzyski      | 90'    | Gol          |
| 3.  | 26 listopada 1992 | Buenos Aires | Argentyna  | 0-2      | towarzyski      | od 49' |              |
| 4.  | 29 listopada 1992 | Montevideo   | Urugwaj    | 1-0      | towarzyski      | do 45' |              |
| 5.  | 1 lutego 1993     | Nikozja      | Cypr       | 0-0      | towarzyski      | do 59' |              |
| 6.  | 3 lutego 1993     | Ramat Gan    | Izrael     | 0-0      | towarzyski      | od 46' |              |
| 7.  | 17 sierpnia 1994  | Radom        | Białoruś   | 1-1      | towarzyski      | 90'    | Żółta kartka |
| 8.  | 4 września 1994   | Ramat Gan    | Izrael     | 1-2      | elim. Euro 1996 | do 59' |              |
| 9.  | 25 marca 1998     | Warszawa     | Słowenia   | 2-0      | towarzyski      | od 61' |              |
| 10. | 22 kwietnia 1998  | Osijek       | Chorwacja  | 1-4      | towarzyski      | do 51' |              |

## Dalsza kariera
Od grudnia 2004 roku Mielcarski pełnił funkcję dyrektora sportowego Wisły Kraków. Do klubu sprowadził m.in. Jakuba Błaszczykowskiego i trenera Dana Petrescu. 31 stycznia 2006 roku złożył rezygnację, uzasadniając ją brakiem możliwości współpracy z zarządem klubu i realizacji powierzonych mu zadań, głównie ze względu na konflikt z ówczesnym p.o. prezesa Zdzisławem Kapką i ściśle z nim współpracującym menedżerem, właścicielem niemieckiej firmy Avance Sport, Adamem Mandziarą – w październiku 2005 sprzeciwił się przelewowi na konto Avance Sport 640 tys. euro za rzekome usługi menedżerskie; złożono do prokuratury wniosek o wszczęcie dochodzenia w sprawie próby wyłudzenia pieniędzy, klub zwrócił się też do FIFA o cofnięcie licencji menedżerskiej Mandziarze.
Pomimo początkowego odrzucenia rezygnacji przez właściciela Bogusława Cupiała i zaproponowania mu stanowiska wiceprezesa ds. sportowych, Mielcarski na początku lutego odszedł z Wisły.
Następnie zajął się komentowaniem meczów piłkarskich Ekstraklasy, reprezentacji, mistrzostw Europy w piłce nożnej 2004, 2024, mistrzostw świata w piłce nożnej 2006, 2014 i 2018 w Canal+ Sport, Canal+ Sport 2 i TVP.
Na początku 2009 roku zarząd PZPN nominował Mielcarskiego do Wydziału Zagranicznego związku. Decyzja została ogłoszona, zanim były piłkarz wyraził swoją zgodę na to powołanie. Odrzucił nominację, nie będąc przekonanym do misji tego wydziału.
Od marca 2023 do 13 września 2023 pełnił funkcję asystenta selekcjonera reprezentacji Polski, Fernando Santosa

## Życie prywatne
Ma żonę i syna.